# Protestas en Egipto de 2019
Las protestas en Egipto de 2019 consistieron en una serie de manifestaciones de miles de personas en El Cairo, Alejandría, Damieta y otras ciudades los días 20, 21 y 27 de septiembre de 2019 en las que los manifestantes pidieron que el presidente Abdelfatah El-Sisi sea removido del poder. Las fuerzas de seguridad respondieron con gases lacrimógenos, balas de goma y, en octubre de se habían realizado 4300 detenciones arbitrarias, según la base de datos del Centro Egipcio de Derechos Económicos y Sociales, la Comisión Egipcia de Derechos y Libertades, la Red Árabe para la Información de Derechos Humanos, entre los cuales 111 eran menores según Amnistía Internacional y la Fundación Belady. Entre los detenidos destacados figuraban el abogado de derechos humanos Mahienour el-Massry, periodista y exlíder del Partido de la Constitución Khaled Dawoud. y dos profesores de ciencias políticas de la Universidad de El Cairo, Hazem Hosny y Hassan Nafaa. La ola de arrestos fue la mayor en Egipto desde que Sisi asumió formalmente la presidencia en 2014.
Human Rights Watch pidió que todos los detenidos por expresar pacíficamente sus opiniones sean puestos en libertad de inmediato. Amnistía Internacional describió que el gobierno de Sisi estaba "sacudido hasta la médula" por las protestas del 20 al 21 de septiembre y que las autoridades habían "lanzado una represión a fondo para aplastar las manifestaciones e intimidar a activistas, periodistas y otros para que se callaran". Dos mil personas, incluidos representantes de la Asociación de Profesionales Sudaneses (SPA), protestaron en Jartum el 26 de septiembre en apoyo de Waleed Abdelrahman Hassan, un estudiante antiislamista sudanés detenido por las autoridades egipcias, quien dio una confesión forzada en la televisión MBC Masr. La SPA declaró que "la era en la que los ciudadanos sudaneses fueron humillados dentro o fuera de su país se ha ido y nunca volverá". El Ministerio de Relaciones Exteriores de Sudán convocó al embajador de Egipto y Waleed Abdelrahman Hassan fue liberado el 2 de octubre de 2019.
El 27 de septiembre se llevó a cabo una represión policial masiva alrededor de la Plaza de la Liberación y en todo Egipto, junto con manifestaciones a favor de Sisi de empleados gubernamentales organizadas por la Agencia de Seguridad Nacional, y protestas contra Sisi en la isla de Al-Warrāq en el Nilo, en Guiza, en Helwan, en Apolinópolis Parva, y en Lúxor, Asuán, Menia, y Suhag. El 3 de noviembre de 2019, el parlamentario Ahmed Tantawi hizo propuestas parlamentarias y en línea para que Sisi dimitiera en 2022 en lugar de presentarse a la reelección en 2024.

## Antecedentes
Las protestas masivas en la revolución egipcia de 2011 llevaron a la dimisión del presidente Hosni Mubarak, las elecciones presidenciales de 2012 ganadas por Mohamed Morsi, las protestas de 2012 y 2013 contra la presidencia de Morsi, el golpe de Estado de 2013 que derrocó a Morsi, la Masacre de Rabaa por las fuerzas de seguridad y el ejército encabezados por el general Abdelfatah El-Sisi, y un gobierno autoritario bajo Sisi, quien fue elegido presidente sin oponentes serios en 2014 y 2018. Las protestas contra el encarcelamiento de civiles dieron lugar a manifestaciones masivas a principios de año. La primera ola de protestas masivas fue de febrero a junio. Huelgas contra la electricidad, los precios del pan, el maíz y el arroz, el alza del precio de los combustibles, la economía, la escasez de alimentos, agua y aceite. No condujeron a ningún logro. También influyó la repentina muerte del depuesto presidente Morsi en condiciones penitenciarias severas en junio de 2019.

## Videos en línea anti-Sisi
A partir del 2 de septiembre de 2019, Mohamed Ali, un contratista de construcción egipcio que vive en el exilio en España, afirmó en las redes sociales que había trabajado en la industria de la construcción durante 15 años con contratos del ejército, para la construcción de cinco villas para colegas de Sisi y un palacio para Sisi en un campamento militar. Ali acusó a Sisi de desperdiciar fondos públicos y "[llevar] la corrupción de bajo nivel a un nuevo nivel". Los videos de Ali describen incidentes específicos y acusan directamente a militares conocidos, incluidos los generales de división Kamel Al-Wazir y Essam Al-Kholy . Las autoridades egipcias llevaron a cabo una campaña en los medios de comunicación atacando a Ali. Según Said y Mamdouh, quienes escribieron en Mada Masr, la campaña gubernamental "no refutó la sustancia de las afirmaciones [de Ali]".
Después de la primera semana de amplia circulación de los videos de Ali, Sisi negó las acusaciones en una sesión de la "Conferencia Nacional de la Juventud". Sisi afirmó que "todas las agencias de inteligencia me dijeron que por favor no hables de eso (…) Les dije, lo que hay entre la gente y yo es la confianza". A las pocas horas del discurso de Sisi, Ali publicó dos horas de nuevos videos, refiriéndose al hijo de Sisi, Mahmoud, y la insurgencia en el Sinaí.
Mosaad Abu Fagr, un activista del Sinaí en el exilio, publicó dos videos en los que afirmaba que las autoridades egipcias rechazaron una oferta de los líderes tribales del Sinaí del Norte para eliminar las células terroristas en unas pocas semanas, y que los líderes tribales le pidieron que publicaran esa información. Abu Fagr declaró que Sisi cooperó con traficantes de drogas en lugar de trabajar con las tribus, además que Sisi y su hijo Mahmoud tienen intereses comerciales en el contrabando entre el Sinaí y la Franja de Gaza. Abu Fagr también acusó a las fuerzas de seguridad egipcias de "exterminar pueblos enteros" a lo largo de la frontera con Gaza.
El abogado Mohamed Hamdy Younes declaró que solicitaría al fiscal general que investigara las acusaciones de Ali. Luego fue arrestado y acusado de pertenecer a una organización terrorista. El exoficial del ejército y abogado Ahmed Sarhan hizo circular un video que apoya la mayoría de las afirmaciones de Ali, pidiendo la liberación de Younes y haciendo nuevas acusaciones contra personas cercanas a Sisi. El video de Sarhan fue visto medio millón de veces.
Un hombre enmascarado hizo circular un video en el que afirmaba que tenía información confidencial sobre Sisi, que los videos de Ali contienen "información fáctica sobre la corrupción en las altas esferas de las Fuerzas Armadas" y que "los hechos que están sucediendo" constituyen una "represalia" contra la Inteligencia Militar de Mukhabarat, quien estuvo a cargo hasta 2012. En otro video, un hombre enmascarado que afirma ser un oficial de inteligencia declaró que Sisi cambiaba de comandante con frecuencia para evitar que se volviera demasiado poderoso y que Sisi coordinaba la información de inteligencia de cerca con Israel. El expiloto de la Fuerza Aérea Hany Sharaf y el exoficial de seguridad estatal Hesham Sabry realizaron videos muy críticos con Sisi.
Wael Ghonim, quien jugó un papel clave en línea durante la revolución de 2011 y vive en los Estados Unidos, publicó videos similares a los demás, agregando afirmaciones de que el hijo de Sisi, Mahmoud, jugó un papel importante en la gestión de la "política diaria" egipcia. Un representante de la Embajada de Egipto en Washington D. C. telefoneó a Ghonim para pedirle que dejara de criticar a las autoridades egipcias, a cambio de lo cual recibiría un pago y una garantía para poder "regresar a Egipto de forma segura". Ghonim se negó, y unos días después, su hermano fue arrestado en El Cairo. Ghonim interpretó esto como un secuestro en venganza porque se negó a permanecer en silencio.
Ali fue descrito a mediados de septiembre por Mohamed Elmasry del Instituto de Estudios de Posgrado de Doha como "probablemente el hombre más popular de Egipto" con millones de vistas en sus videos en línea y millones de personas que usan los hashtags anti-Sisi de Ali. Elmasry describió a Ali como "una amenaza legítima para el gobierno de el-Sisi".
El 21 de septiembre, tras las protestas del día anterior, Ali pidió una "marcha de un millón de hombres" para llenar todas las plazas principales de Egipto el viernes 27 de septiembre. Ali declaró: "Esta es una revolución popular (…) Tenemos que unirnos como uno solo (…) y organizarnos para bajar a las plazas principales".

## Protestas de septiembre de 2019

### 20 y 21 de septiembre
El 20 de septiembre de 2019, en respuesta al llamado de Ali para protestar contra Sisi, dos mil personas, en su mayoría jóvenes, en El Cairo, Alejandría, Damieta, Suez, Kafr el Sheij y otras cuatro ciudades egipcias llevaron a cabo protestas callejeras llamando para que Sisi sea destituido del poder.
Los cánticos incluían frases como "levántate, no temas, Sisi debe irse" y "la gente exige la caída del régimen".
El 21 de septiembre, las protestas continuaron en El Cairo, Suez, Guiza y El-Mahalla El-Kubra. En Suez, con 200 manifestantes, se dispararon gases lacrimógenos, balas de goma y balas reales contra los manifestantes. Los gases lacrimógenos se esparcieron a unos kilómetros de la zona de la protesta donde un vecino sintió que el gas le hacía sentir como si le quemara la nariz.

### 27 de septiembre
El 26 de septiembre, el excandidato presidencial Ayman Nour declaró que las masivas detenciones mostraba que el gobierno de Sisi estaba "aterrorizado" y que esperaba que las protestas crecieran, ya que la barrera del miedo se había derribado y las detenciones masivas provocaban ira en el contexto de las dificultades socioeconómicas. El mismo día, el actor Amr Waked tuiteó a siete millones de seguidores que "Sisi terminó (…) se acabó para él y cualquiera que lo apoye ahora cometerá un gran error".
Anti-Sisi
El 27 de septiembre mismo, de 1000 a 2000 personas en la isla de Al-Warrāq en el Nilo, junto a El Cairo, protestaron contra Sisi y fueron atacadas por la policía con gas lacrimógeno. Uno de los lemas coreados por los manifestantes era: "No importa cómo, derribaremos a Sisi". Usando sus rifles, la policía reprimió brutalmente a seis de los manifestantes de Al-Warrāq.
Una protesta de 24 personas tuvo lugar en Helwan, en la gobernación de El Cairo, frente a la mezquita al-Istiqama. La policía hizo disparos al aire para dispersar la manifestación.
Las protestas anti-Sisi tuvieron lugar en Apolinópolis Parva en Quena, donde fueron dispersados por la policía, en la gobernación de Lúxor, en la gobernación de Asuán, en la gobernación de Menia, y en la gobernación de Suhag.
Una protesta de 70 personas tuvo lugar en Guiza y fue dispersada por la policía.
Medidas drásticas
La policía organizó una "enorme demostración de fuerza" en el centro de El Cairo y otras ciudades egipcias, con la Plaza de la Liberación fuertemente vigilada y cuatro  estaciones de metro cercanas a la Plaza de la Liberación fueron cerradas. Todas las carreteras que conducen a la Plaza de la Liberación fueron bloqueadas y se establecieron puestos de control en el puente 6 de octubre, que había sido una ruta clave a la plaza de la Liberación durante la revolución egipcia de 2011, y el puente 15 de mayo.
Las instrucciones recibidas por el Ministerio del Interior habían sido responder a las manifestaciones con fuerza limitada durante "no más de unos minutos" y utilizar todas las medidas disponibles contra las protestas callejeras.
Pro-Sisi
Las manifestaciones a favor de Sisi se organizaron el 27 de septiembre y la Agencia de Seguridad Nacional ordenó a los ministerios y agencias de salud, educación, juventud y deportes y a las empresas petroleras que enviaran a sus empleados a las manifestaciones. Las empresas estatales transportaron a los empleados en autobús a una carretera principal al este del centro de El Cairo y a Alejandría. Se entregaron comidas gratuitas a un grupo de familias de Beni Mazar, en la gobernación de Menia, que organizaron 30 autobuses para participar en las manifestaciones a favor de Sisi en El Cairo. La Agencia de Seguridad Nacional advirtió a los miembros independientes del Parlamento que no hablen sobre los "acontecimientos en curso o las discusiones en torno a Sisi".

## Arrestos y vigilancia
En respuesta a los primeros informes de detenciones, Human Rights Watch (HRW) pidió a Egipto que respetara el Pacto Internacional de Derechos Civiles y Políticos garantizando la libertad de expresión, asociación y reunión pacífica. HRW pidió a los servicios de seguridad egipcios que siguieran los Principios básicos de las Naciones Unidas sobre el uso de la fuerza y las armas de fuego por los funcionarios encargados de hacer cumplir la ley utilizando "medios no violentos antes de recurrir al uso de la fuerza y las armas de fuego".
Las detenciones por las protestas del 20 y 21 de septiembre se estimaron en 500 por el Centro Egipcio de Derechos Económicos y Sociales (ECESR) que publicó una lista de los nombres de los detenidos. La Comisión Egipcia de Derechos y Libertades (ECRF) informó de detenciones en 12 ciudades, entre ellas El Cairo, Guiza, Alejandría, Suez y ciudades en la gobernación de Dacalia, la gobernación de Caliubia y Kafr el Sheij. La ECRF declaró que había creado una sala de emergencias para brindar apoyo en relación con el repentino aumento de arrestos.
El abogado de derechos humanos Mahienour El-Massry fue arrestado por tres agentes vestidos de civil frente a la sede de la Fiscalía Suprema de Seguridad del Estado en El Cairo mientras telefoneaba a una amiga el 22 de septiembre. Gritó: "Me están arrestando. Me llevaron" y fue llevado en un microbús.
HRW pidió a las fuerzas de seguridad egipcias que "liberen inmediatamente a todos los detenidos por ejercer únicamente sus derechos".
El 23 de septiembre, Mohamed Ali, cuyos vídeos desencadenaron el debate en línea y las protestas callejeras, declaró que agentes lo habían estado siguiendo en España durante dos semanas y que se había estado "escondiendo y huyendo de ellos". Ali declaró que los oficiales deseaban matarlo y que estaba demasiado cansado para huir más. Ali afirmó que las autoridades españolas eran responsables de su seguridad y que si lo mataban en España, eso "[probaría] que Europa es una mentirosa como Estados Unidos y está dispuesta a renunciar a cualquiera".
Para el 25 de septiembre, el recuento de detenciones se estimó en 1100 por la Red Árabe de Información sobre Derechos Humanos (ANHRI), y en 1400 por Middle East Eye. Además de El-Massry, entre los detenidos destacados se encontraban el exlíder del Partido de la Constitución Khaled Dawoud y dos profesores de ciencias políticas en la Universidad de El Cairo, Hazem Hosny y Hassan Nafaa. Dawoud, Hosny y Nafaa fueron acusados de "difundir noticias falsas y unirse a organizaciones terroristas".
Hazem Hosny fue detenido sin orden judicial y mantenido incomunicado. Su equipo de defensa legal pidió que lo liberaran de inmediato. Hosny había descrito anteriormente a Mohamed Ali como desempeñando un "papel positivo" y describió que el nuevo movimiento de protesta tiene el potencial de afectar la "fórmula internacional que determina en gran medida la continuación del gobierno de Sisi". Hosny argumentó a favor de "[despojar] a Sisi de su control dictatorial del estado egipcio".
Antes de su arresto, Hassan Nafaa había argumentado que "la continuación del gobierno absolutista de Sisi [conduciría] al desastre" y que se necesitaba "presión pública desde la calle" para poner fin a la presidencia de Sisi. Nafaa afirmó que "la imagen que Sisi ha creado para sí mismo ha sido totalmente alterada y ha sido reemplazada por la imagen opuesta".
Khaled Dawoud, detenido el 25 de septiembre de 2019, como exportavoz de los medios de comunicación del Frente de Salvación Nacional, había apoyado el golpe de Estado de 2013, pero luego criticó a Sisi. Tras la publicación de los videos de Mohamed Ali, Dawoud pidió que se investiguen las denuncias de corrupción.
El recuento de detenciones ascendió a 1909 el 26 de septiembre. Dos turcos, dos jordanos, un palestino y un holandés fueron arrestados y acusados de "difundir la violencia contra el estado y publicar noticias falsas".
Amnistía Internacional documentó las detenciones de cinco periodistas, entre ellos Sayed Abdellah, que había estado informando sobre las protestas en Suez, y Mohammed Ibrahim, autor del blog "Oxygen Egypt". El líder laborista Rashad Mohammed Kamal, que participó en las protestas, fue arrestado en su casa en Suez. Fueron arrestados políticos, entre ellos Abed Aziz Husseini, vicepresidente del Partido de la Dignidad (Karama) y Abdel Nasser Ismail, vicepresidente del Partido Alianza Popular Socialista.
El 29 de septiembre, el bloguero, desarrollador de software y activista egipcio Alaa Abd el-Fattah, que había sido arrestado anteriormente por su activismo político durante las presidencias de Mubarak, Morsi y Sisi, y que no había participado en las protestas egipcias de 2019, fue arrestado por el Estado. El abogado de El-Fattah, Mohamed al-Baqer, fue detenido en la oficina del fiscal el 29 de septiembre. Ambos fueron torturados en desfiles de bienvenida en la prisión de Tora.
Entre los políticos arrestados había 11 miembros del Partido de la Independencia que habían pedido a los ciudadanos que participaran en las protestas callejeras propuestas por Mohamed Ali.
El 2 de octubre, ECESR enumeró 2885 detenidos agrupados en seis casos legales separados, entre los cuales casi todos (2268) están en el caso 1338/2019. Alaa Abd el-Fattah y su abogado Mohamed el-Baqer fueron detenidos en los casos 1356/2019 y 1365/2019. El 6 de octubre, ECRF enumeró a unos 3000 detenidos, más que cualquier oleada de arrestos anterior de la presidencia de Sisi. Tres cuartas partes habían aparecido frente a un fiscal; 57 habían sido puestos en libertad sin cargos; 100 personas fueron catalogadas como desaparecidas.
De los arrestados por protestar, muchos presos parecen no haber participado en esta ola de acción más reciente. Hay varios casos de personas que afirman que sus familiares nunca han protestado públicamente, en 2011 o 2019, pero aun así fueron arrestados. Varios abogados y defensores de los derechos humanos describieron las detenciones como indiscriminadas y arbitrarias. Amnistía Internacional afirmó que también se detuvo al menos a 111 niños, a menudo después de que registraran sus teléfonos en los puestos de control.
Según The New York Times, los manifestantes arrestados estaban recluidos en malas condiciones. Debido al desbordamiento en las cárceles locales, algunos detenidos se han quedado sin comida, agua o acceso a los baños. A la mayoría no se les ha permitido ponerse en contacto con sus familias. Por esta razón, las familias de los presos rara vez sabían dónde estaban recluidos sus familiares. Algunos de los detenidos fueron colocados en las bases de las Fuerzas Centrales de Seguridad, grupo paramilitar cuyos edificios no están hechos para albergar a presos.

### Censura de internet
En la semana siguiente a las protestas del 20 al 21 de septiembre, las autoridades egipcias bloquearon, restringieron o interrumpieron temporalmente los servicios de comunicación en línea, incluidos BBC News, WhatsApp, Signal.

### Amenazas a partidos políticos
El Movimiento Civil Democrático, incluido el Partido Alianza Popular Socialista, manifestó que no participó en las protestas pero que tenía una visión de reformas políticas. Se opuso a las detenciones masivas de manifestantes, abogados, periodistas y políticos, y afirmó que estaba considerando congelar las actividades públicas en respuesta a la represión.

## Más llamamientos al cambio político

### Protesta parlamentaria de noviembre
El 3 de noviembre de 2019, el miembro electo de la Cámara de Representantes Ahmed Tantawi realizó protestas parlamentarias y en las redes sociales pidiendo que Sisi renunciara en 2022, en lugar de 2024, como se define en la enmienda constitucional de 2019. Más tarde, Tantawi discutió su video con Mada Masr, afirmando que su objetivo era proteger a Egipto del "peligro inminente" de que Sisi continuara en el poder por mucho tiempo, que era consistente con las promesas de Sisi, y que esto debería satisfacer a los partidarios de Sisi. Tantawi presentó su solicitud formal bajo procedimiento parlamentario a Ali Abdel Aal, presidente de la Cámara de Representantes, proponiendo que se creen 12 comisiones parlamentarias para "generar un diálogo nacional sobre los problemas políticos, económicos y sociales que enfrenta el país", para resolver "la verdadera crisis que atraviesa Egipto, a la que las autoridades deberían prestar atención antes de que sea demasiado tarde" y que la propuesta ayudaría a "absorber la indignación pública". Tantawi expresó su preocupación de que una reacción violenta de las autoridades a su iniciativa desanime al cambio.
El miembro del parlamento Mahmoud Badr calificó la propuesta de Tantawi de "una violación absoluta de la constitución" y 95 miembros del parlamento presentaron una solicitud al presidente, Abdel Aal, para remitir a Tantawi al Comité de Ética del parlamento, con el argumento de que la iniciativa de Tantawi "socava la política egipcia".

### Diciembre de 2019
El 28 de diciembre de 2019, Mohamed Ali, que había desencadenado las protestas callejeras de septiembre, publicó el "Documento de consenso egipcio" con una lista de cuatro principios y acciones claves para reemplazar el sistema de gobierno existente. Ali afirmó que el documento representaba el consenso de una amplia gama de la oposición egipcia.
Al día siguiente, se lanzó el Grupo de Acción Nacional de Egipto (ENAG), que incluía a Ayman Nour como portavoz, ENAG hizo una afirmación similar de representar el consenso de una amplia gama de la oposición egipcia (centristas, liberales, izquierdistas e islamistas) con un programa de consenso para reemplazar el sistema gubernamental.

### Aniversario de septiembre de 2020
Las protestas se reanudaron en el 2020 durante el aniversario de las protestas de 2019. Las protestas se descentralizaron y comenzaron el 20 de septiembre de 2020, pidiendo nuevamente la dimisión de Sisi. Los lugares de protesta incluyeron El Cairo, Guiza, Suez, Alejandría, Asuán, Fayún, Menia y Luxor. El sexto día de protestas, el 25 de septiembre, se denominó "Día de la ira".

## Análisis sociopolítico
Dalia Fahmy, de la Universidad de Long Island, dijo que las protestas del 20 de septiembre de 2019 mostraron a la gente "[rompiendo] la barrera del miedo", lo que dijo que era sorprendente pero esperado debido al cambio demográfico. Ella dijo: "Cuando hay una gran parte de la población que no vive con el trauma o los recuerdos posteriores a la revolución, hay un grupo de jóvenes que llega con un conjunto diferente de demandas y tipos de comprensión de una posibilidad futura. Así que los que están en las calles hoy son muy diferentes a los que estaban hace ocho años".

### Papel de la Hermandad Musulmana
Según el profesor de ciencias políticas de la Universidad Americana en El Cairo, Mustafa Kamel Al-Sayyed, los Hermanos Musulmanes apoyaron y amplificaron las críticas de Mohamed Ali contra las llamadas de protesta de Sisi y Ali. Al-Sayyed declaró, "la Hermandad ciertamente se benefició de sus videos y sus canales explotaron lo que él decía para retratar una imagen negativa del liderazgo de Sisi". Esperaba que la Hermandad Musulmana como "una idea basada en el Islam [continuaría] atrayendo a muchos".
El exmiembro del parlamento y miembro del Centro al-Ahram de Estudios Políticos y Estratégicos, Amr el-Shobaki, consideró que el papel de la Hermandad es débil y afirmó que la Hermandad no "tiene la capacidad de convocar una manifestación [y su] capacidad para reclutar nuevos miembros se ha debilitado". Dijo que las protestas del 20 de septiembre fueron de "jóvenes de todos los días, de los marginados económicamente" y que "la Hermandad no estuvo detrás ni participó" en las protestas.

## Reacciones
En un artículo publicado en The Independent el 6 de octubre de 2019, Bel Trew criticó la falta de reacción de las potencias occidentales a la ola de arrestos y afirmó que "ningún aliado occidental importante de Egipto ha dicho una palabra".

### Egipto
Los socialistas revolucionarios afirmaron que las protestas "devolvieron la esperanza a millones de desesperados". El Partido Socialdemócrata, partidario del golpe de Estado de 2013, se opuso a la represión de 2019, afirmando que los ciudadanos tenían derecho a "ejercer su derecho constitucional y legal a la manifestación pacífica".

### Protestas de la sociedad civil internacional
Las manifestaciones de los egipcios expatriados en apoyo de las protestas del 21 y 22 de septiembre tuvieron lugar en los Estados Unidos, Alemania, Italia, el Reino Unido y Sudáfrica.
Sudán
El 26 de septiembre, dos mil personas protestaron en apoyo de Waleed Abdelrahman Hassan, un estudiante sudanés arrestado en El Cairo por presunta participación en la protesta del 21 de septiembre. La protesta tuvo lugar en Jartum frente al Ministerio de Relaciones Exteriores y la embajada de Egipto. La Asociación de Profesionales Sudaneses (SPA) pidió que Abdelrahman Hassan pueda ponerse en contacto con su familia, elegir un abogado y no ser torturado ni coaccionado. Los amigos y familiares de Abdelrahman Hassan declararon que una aparente confesión suya transmitida por MBC Masr el 26 de septiembre, en la que declaraba su apoyo a los Hermanos Musulmanes en Egipto, era una confesión forzada, dada la larga oposición de Abdelrahman Hassan a los islamistas en Sudán bajo el Gobierno de Omar al Bashir, por el que fue detenido en 2013 y 2018, y durante la Revolución Sudanesa. El amigo de Abdelrahman Hassan, Mohammed Saleh, describió la idea de que Hassan apoyara a los Hermanos Musulmanes egipcios como "increíble". La SPA afirmó que la transmisión del video fue "vergonzosa" y que, "Hacemos hincapié aquí en que la era en la que los ciudadanos sudaneses fueron humillados dentro o fuera de su país se ha ido y nunca volverá". Otra protesta frente a la embajada de Egipto en Jartum se llevó a cabo el 27 de septiembre, con pancartas de protesta que indicaban que Abdelrahman Hassan no era miembro de la hermandad musulmana y que no participó en las protestas egipcias de 2019. La embajada de Sudán en El Cairo declaró que estaba en contacto con las autoridades egipcias y que Abdelrahman Hassan fue acusado de terrorismo y pertenencia a una organización prohibida.
El 29 de septiembre, se convocó al embajador egipcio en Jartum y se le informó de las preocupaciones sobre Abdelrahman Hassan. El Ministerio de Relaciones Exteriores de Sudán protestó contra la negativa de Egipto a permitir que la embajada de Sudán en El Cairo se reuniera con Abdelrahman Hassan y solicitó que las autoridades egipcias concedieran a Abdelrahman Hassan todos sus derechos legales. Abdelrahman Hassan fue puesto en libertad el 2 de octubre y la embajada de Sudán en El Cairo dijo que saldría de El Cairo esa misma noche para regresar a Jartum.

### Organismos internacionales
Parlamento Europeo
Según el Parlamento Europeo (PE), al 23 de octubre de 2019, "no había habido una respuesta pública oficial, fuerte y unida [próximamente] de la [Unión Europea] y sus Estados miembros a la represión de septiembre y octubre de 2019 en Egipto". En la resolución 2019/2880 (RSP), el Parlamento Europeo condenó enérgicamente la represión y "[recordó] a Egipto que cualquier respuesta de las fuerzas de seguridad debe estar en consonancia con las normas y estándares internacionales y su propia Constitución". En la resolución, el PE detalla 18 comentarios, solicitudes, instrucciones y demandas a las autoridades egipcias y de la Unión Europea y a la Comisión Africana de Derechos Humanos y de los Pueblos en relación con la represión y otras cuestiones de derechos humanos en Egipto.

### Estados Unidos
El 23 de septiembre, entre las dos principales protestas del otoño de 2019, Sisi se reunió con el presidente de Estados Unidos, Donald Trump, en la Asamblea General de las Naciones Unidas. En referencia a las protestas, Trump afirmó que "todo el mundo tiene manifestaciones" y que "Egipto tiene un gran líder". Reiteró su apoyo a una relación sólida entre Egipto y Estados Unidos. Trump dijo que Sisi ha traído orden y estabilidad a su país. En la reunión, Sisi afirmó que la causa de las protestas era el "Islam político".